# Drève des Gendarmes
Pour les articles homonymes, voir Gendarme.
La drève des Gendarmes (en néerlandais Gendarmendreef) est une drève bruxelloise de la commune d'Uccle.

## Historique
Le 1er janvier 2001, la gendarmerie belge a cessé d’exister sous son appellation et ses structures historiques. Cette date marquait la fin d’une institution qui était plus vieille que la Belgique. Les premières brigades de gendarmerie furent implantées sur le territoire belge en 1796 par le général de brigade Louis Wirion.